# Associazione Calcio Monza 1947-1948
Questa voce raccoglie le informazioni riguardanti l'Associazione Calcio Monza nelle competizioni ufficiali della stagione 1947-1948.

## Stagione
Nella stagione 1947-1948 il Monza ha disputato il girone F del campionato di Serie C, il terzo livello sarà dalla prossima stagione drasticamente scremato, da diciotto gironi a soli quattro. La squadra brianzola riuscirà a mantenere la categoria ottenendo il secondo posto alle spalle della Marzoli Pro Palazzolo nel campionato e poi piazzandosi ancora seconda nelle finali interzonali delle seconde classificate, alle spalle dell'Asti.
Sulla panchina biancorossa Luigi Bonizzoni nel doppio ruolo di giocatore e allenatore, e le prestazioni di rilievo del nuovo attaccante Giovanni Gaddoni con trascorsi nell'Inter, nel Piacenza e nel Genoa, che realizza diciannove reti in venti partite, daranno la spinta decisiva verso la qualificazione al nuovo torneo di Serie C.

## Rosa
| N. |                   | Ruolo | Calciatore        |
| -- | ----------------- | ----- | ----------------- |
|    | Italia (bandiera) | A     | Rolando Artesani  |
|    | Italia (bandiera) | A     | Franco Basilico   |
|    | Italia (bandiera) | C     | Giulio Beretta    |
|    | Italia (bandiera) | A     | Luigi Bonizzoni   |
|    | Italia (bandiera) | C     | F. Brioschi       |
|    | Italia (bandiera) | A     | Amedeo Cabiati    |
|    | Italia (bandiera) | P     | Fausto Colombo    |
|    | Italia (bandiera) | A     | Luigi Del Signore |
|    | Italia (bandiera) | A     | M. Fasoli         |
|    | Italia (bandiera) | C     | Emilio Ferrario   |
|    | Italia (bandiera) | A     | Giovanni Gaddoni  |
|    | Italia (bandiera) | D     | Sergio Magni      |

| N. |                   | Ruolo | Calciatore           |
| -- | ----------------- | ----- | -------------------- |
|    | Italia (bandiera) | A     | Giuseppe Maietti     |
|    | Italia (bandiera) | D     | Piero Manfredda      |
|    | Italia (bandiera) | D     | Giovanni Passoni     |
|    | Italia (bandiera) | A     | Aurelio Piazza       |
|    | Italia (bandiera) | A     | Angelo Redaelli      |
|    | Italia (bandiera) | C     | Gianfranco Scheidler |
|    | Italia (bandiera) | A     | Pierino Spampatti    |
|    | Italia (bandiera) | A     | Giuseppe Trezzi      |
|    | Italia (bandiera) | A     | Angelo Uggetti       |
|    | Italia (bandiera) | P     | Piero Ventura        |
|    | Italia (bandiera) | D     | Pietro Vertemati     |

## Serie C girone F

### Girone di andata
| Monza 19 ottobre 1947 1ª giornata | Monza             | 0 – 0 | Sebinia Lovere | Stadio San Gregorio\| Arbitro: \| Capriata (Genova) \| |
| Arbitro:                          | Capriata (Genova) |       |                |                                                        |

| Arbitro: | De Gregorio (Legnano) |

|                                                    |           |            |
| Rossi 11’ (rig.) Biancardi 49’ Castioni 87’ (rig.) | Marcatori | 79’ Trezzi |

| Arbitro: | Ferretti (Gallarate) |

|                        |           |             |
| Redaelli 43’, 63’, 82’ | Marcatori | 44’ Taccani |

| Bergamo 16 novembre 1947 4ª giornata | Ardens       | 0 – 0 | Monza | Campo Sportivo Ardens\| Arbitro: \| Coppa (Como) \| |
| Arbitro:                             | Coppa (Como) |       |       |                                                     |

| Arbitro: | Borra (Bergamo) |

|  |           |              |
|  | Marcatori | 63’ Basilico |

| Arbitro: | Ronzitti (Genova) |

|               |           |  |
| Scheidler 60’ | Marcatori |  |

| Arbitro: | Rosso (Casale Monferrato) |

|            |           |             |
| Faroni 32’ | Marcatori | 85’ Beretta |

| Arbitro: | Michieletto (Mestre) |

|             |           |                    |
| Passoni 37’ | Marcatori | 54’ (aut.) Colombo |

| Arbitro: | Rigato (Mestre) |

|                                       |           |  |
| Martina 5’, 77’ Bonassi 14’, 28’, 79’ | Marcatori |  |

| Arbitro: | Garassino (Varese) |

|                             |           |                |
| Del Signore 60’ Beretta 69’ | Marcatori | 79’ Manganelli |

| Arbitro: | Baldo (Alessandria) |

|                                 |           |               |
| Marelli 5’ Manfredda 87’ (aut.) | Marcatori | 18’ Scheidler |

| Arbitro: | Rabitti (Genova) |

|                              |           |               |
| Redaelli 27’ Del Signore 43’ | Marcatori | 15’ Viganò II |

| Arbitro: | Pirali (Gallarate) |

|             |           |                                     |
| Bruschi 84’ | Marcatori | 27’, 73’, 77’ Gaddoni 87’ Spampatti |

| Arbitro: | Molon (Verona) |

|                           |           |              |
| Spampatti 7’ Basilico 88’ | Marcatori | 19’ Manfrini |

| Arbitro: | Rigato (Mestre) |

|                         |           |             |
| Dall'Ora 10’ Romani 39’ | Marcatori | 47’ Gaddoni |

### Girone di ritorno
| Arbitro: | Tosi (Lodi) |

|           |           |              |
| Conti 15’ | Marcatori | 87’ Basilico |

| Arbitro: | Ricci (Pavia) |

|                                         |           |             |
| Gaddoni 3’ Redaelli 70’ Del Signore 77’ | Marcatori | 20’ Sobatti |

| Arbitro: | Loda (Brescia) |

|           |           |              |
| Caimi 42’ | Marcatori | 28’ Redaelli |

| Arbitro: | Gambarotta (Genova) |

|                               |           |  |
| Gaddoni 30’ Basilico 77’, 89’ | Marcatori |  |

| Arbitro: | Pignataro (Torino) |

|                                                                                     |           |               |
| Beretta 25’ Lorandi 31’, 72’ (aut.) Gaddoni 37’ Basilico 59’ (rig.) Del Signore 65’ | Marcatori | 53’ Battaglia |

| Treviglio 18 aprile 1948 21ª giornata | Trevigliese  | 0 – 0 | Monza | Campo Trevigliese\| Arbitro: \| Bazzi (Como) \| |
| Arbitro:                              | Bazzi (Como) |       |       |                                                 |

| Arbitro: | Gambarotta (Genova) |

|                                             |           |               |
| Gaddoni 23’ Del Signore 35’, 60’ Fasoli 81’ | Marcatori | 89’ Bodini II |

| Arbitro: | Puleo (Torino) |

|                                            |           |                 |
| Zanini 22’ Campagnari 65’ Grendene III 68’ | Marcatori | 87’ Del Dignore |

| Arbitro: | Rigato (Mestre) |

|                               |           |  |
| Gaddoni 10’, 38’ Redaelli 75’ | Marcatori |  |

| Arbitro: | Lucchini (Biella) |

|              |           |                          |
| De Carli 83’ | Marcatori | 31’ Redaelli 67’ Gaddoni |

| Arbitro: | Costantini (Venezia) |

|                             |           |            |
| Fasoli 20’ Gaddoni 47’, 81’ | Marcatori | 75’ Pedani |

| Arbitro: | Pirali (Gallarate) |

|  |           |                                  |
|  | Marcatori | 24’, 30’ Gaddoni 65’ Del Signore |

| Arbitro: | Signorelli (Genova) |

|                                                        |           |            |
| Fasoli 16’ Gaddoni 18’, 20’ Bonizzoni 55’ Redaelli 65’ | Marcatori | 72’ Ravasi |

| Arbitro: | Contro (Vicenza) |

|               |           |                 |
| Previtali 75’ | Marcatori | 87’ Del Signore |

| Arbitro: | Matteoda (Chivasso) |

|                                 |           |             |
| Redaelli 65’ Uggetti 79’ (rig.) | Marcatori | 75’ Brusati |

### Finali seconde girone C
| Arbitro: | Rigato (Mestre) |

|  |           |                          |
|  | Marcatori | 19’ Gaddoni 82’ Redaelli |

| Arbitro: | Baldo (Alessandria) |

|            |           |  |
| Fasoli 51’ | Marcatori |  |

| 4 luglio 1948 3ª giornata |  | – Turno di riposo MONZA |  |  |

| Arbitro: | Menchini (Udine) |

|                              |           |                                |
| Gaddoni 33’, 90’ Beretta 60’ | Marcatori | 2’, 78’ Pavese 7’, 23’ Bagetto |

| 18 luglio 1948 5ª giornata | Libertas Trieste | – Non disputata per allargamento quadri della Serie C 1948-1949. | Monza |  |